# 高校生ブルース
『高校生ブルース』（こうこうせいブルース）は、1970年8月22日公開の日本映画。出演は関根恵子（のちの高橋惠子）、内田喜郎ほか。
大映「レモンセックス路線」の第一弾に位置づけられている作品。当時15歳の関根がフルヌードで体当たりの演技を見せ、鮮烈なデビューを飾った衝撃作。
同年12月25日に同じ関根恵子・内田喜郎の主演で公開された『新・高校生ブルース』とはストーリーのつながりはなく、内容や設定が大きく異なる。

## ストーリー
16歳の美子はある日、クラスメイトの昇とふとした好奇心から肉体関係を持つ。しばらくして自分が妊娠していることに気付く。事実を知らされた昇はやっとの思いで医者に相談。昇は、中絶費用を工面するため家族に内緒でアルバイトを始めるが、追い詰められた二人は体育館倉庫で堕胎を開始する。

## キャスト
- 北原美子 - 関根恵子
- 加藤昇 - 内田喜郎
- 美子の母 - 伊藤幸子
- 佐伯 - 堀雄二
- 五十嵐 - 篠田三郎
- チョロ - 小野川公三郎
- トシ子 - 八並映子
- 明美 - 浅見ちづ子
- 恵子 - 成瀬亜紀子
- 礼子 - 川内悦子
- 司会の女生徒 - 三笠すみれ
- 産婦人科医 - 夏木章
- 昇の父親 - 北城寿太郎
- 昇の母親 - 日高加月枝
- 牛乳屋 - 中田勉
- 美子の家へ来る医者 - 仲村隆
- 担任教師 - 武江義雄

※ 以上、キャスト（高校生ブルース、角川映画）参照。

## スタッフ
- 監督 - 帯盛迪彦
- 原作 - 柴田成人
- 脚本 - 伊藤昌洋
- 企画 - 藤井浩明、仲野和正
- 撮影 - 喜多崎晃
- 音楽 - 伊部晴美

## その他
原作は柴田成人の『傷だらけの十六歳』。
当初は南美川洋子の主演を予定していたが本人が断ったために、15歳の関根恵子が抜擢されデビュー作となった。